# Мидландс
Мидландс (енгл. The Midlands) је подручје у централној Енглеској на територији раносредњовјековног Краљевства Мерсија. Граничи се са Јужном Енглеском, Северном Енглеском, Источном Англијом и Велсом. Највећи град је Бирмингем, а подручје је било од изузетне важности у Индустријској револуцији током 18. и 19. века. Највећи део подручја је данас под управом владиних регија Западни Мидландс и Источни Мидландс, иако се делови традиционалног Мидландса налазе у суседним регионима - Бедфордширу, Кембриџширу и Питерборо (Исток Енглеске), Бакингемширу и Оксфордширу (Југоисточна Енглеска), Глостерширу (Југозападна Енглеска) и Северном Линколнширу. 